# Bernard Viguerie

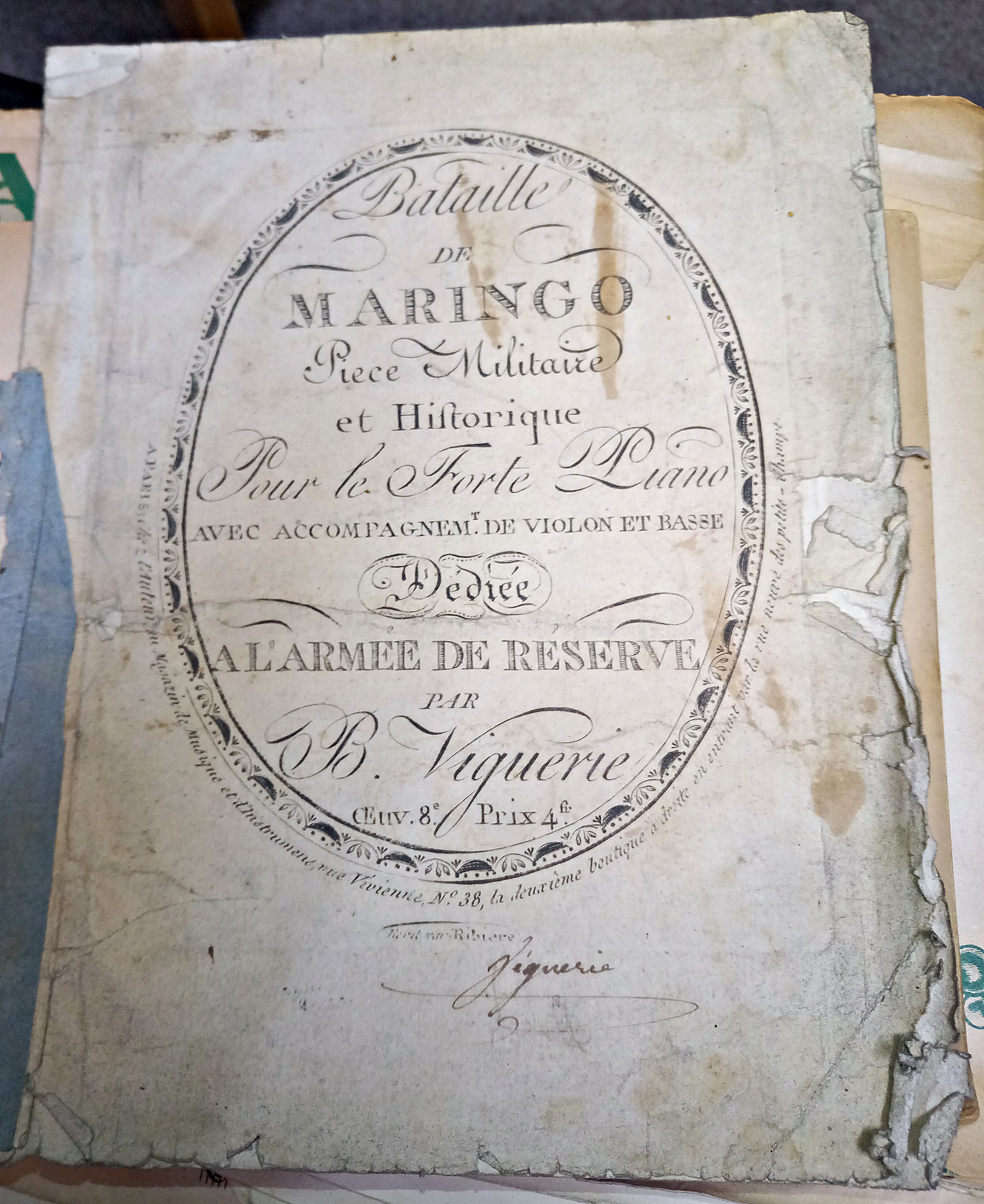
Notenblatt zur Komposition Bataille de Maringo, 1800, mit Originalunterschrift von Bernard Viguerie. Museum im Alten Rathaus Grünstadt

Bernard Viguerie (* 17. September 1761 in Carcassonne; † März 1819 in Paris) war ein französischer Musiker und Komponist.

## Leben und Wirken
Bernard Viguerie wuchs an seinem Geburtsort in Carcassonne auf. Er wirkte hier als Chorknabe an der Kathedrale und erlernte bis zu seinem 22. Lebensjahr beim dortigen Organisten Joseph Laguna das Orgelspiel.
Dann ging Viguerie mit einem Empfehlungsschreiben nach Paris, um seine Ausbildung bei Jean-Jacques Beauvarlet-Charpentier, Organist an der Kirche St-Paul-des-Champs, abzuschließen. Er wurde hier auch zum Klaviervirtuosen.
Viguerie begann selbst zu komponieren, eröffnete 1795 in Paris, Rue Vivienne Nr. 38, eine Musikalienhandlung mit Notenstecherei und publizierte zudem die mehrfach aufgelegte Klavierschule L’art de toucher le piano-forte.

## Werk
Bernard Viguerie komponierte hauptsächlich Werke für das damals gerade moderne Hammerklavier. Überliefert sind von ihm mehrere Klavierkonzerte, viele Sonaten, Etuden, Lieder und Romanzen. 
Am bekanntesten wurde seine Verherrlichung Napoleons und dessen Sieges bei Marengo, am 14. Juni 1800, genannt Bataille de Maringo: Pièce Militaire et Historique pour le Forte Piano avec accompagnement de violon et basse („Schlacht bei Marengo; militärisches und historisches Stück für Pianoforte mit Begleitung von Violine und Bass“). Es war eine damals sehr beliebte Programmmusik mit gesprochenen Zwischentiteln zum Ablauf der Schlacht. Mehrfach sollte der Pianist dabei plötzlich seinen gestreckten Unterarm samt Hand der Länge nach auf die Tasten werfen, um sie alle zusammen zum Anschlag zu bringen und so den Kanonendonner zu imitieren. Dies habe Beethoven 1813 für sein vergleichbares Stück Wellingtons Sieg nachgeahmt, ebenso wie Jacques-Marie Beauvarlet-Charpentier (1766–1834), der Sohn von Vigueries Lehrmeister, 1805 in seiner Bataille d’ Austerlitz.